# Benedikte Naubert
Benedikte Naubert, nacida Christiana Benedicta Hebenstreit (Leipzig, 13 de septiembre de 1752 - íd., 12 de enero de 1819) fue una escritora alemana que publicó anónimamente más de cincuenta novelas históricas y es considerada pionera del género. Hoy en día es en gran parte desconocida, incluso en Alemania. 

## Biografía
Nacida en Leipzig, era hija de un célebre profesor y tratadista de medicina que falleció cuando ella contaba cinco años, en diciembre de 1757, Johann Ernst Hebenstreit. Recibió de su madre y su hermanastro, profesor de teología, una esmerada educación en filosofía, historia, latín y griego; además, aprendió a tocar el piano y el arpa. Comenzó a escribir muy pronto, pero su primera obra no apareció sino en 1785: Historia de Emma, hija de Carlomagno. Para esta obra se inspiró en una leyenda recogida por el historiador medieval Eginardo.
Benedikte Naubert se casó dos veces, primero en 1797 con el aristócrata comerciante y terrateniente de Naumburgo Wilhelm Lorenz Holderrieder y, tras su fallecimiento en 1800, con Johann Georg Naubert, también comerciante. Desde su primer matrimonio se instaló en Naumburgo.
Casi todos sus libros se publicaron anónimos a través de la agencia de su hermanastro, por lo que, durante mucho tiempo, se especuló sobre quién fuera su posible autor. Entre los nombres propuestos hubo los de varios hombres, entre ellos Johann Friedrich Wilhelm Müller. Al fin, en 1817, se averiguó quién era, bien que contra su voluntad, cuando apareció un artículo declarándolo en el Zeitung für die elegante Welt. Ya el libro siguiente, Rosalba (1817) apareció con su verdadero nombre. Falleció en 1819 en Leipzig, adonde se había trasladado para una operación ocular.

## Obra
Cultivó esencialmente dos géneros, el cuento de hadas y la novela histórica. Aunque bien conocida por las más de 50 novelas que publicó, Naubert mantuvo cuidadosamente su anonimato. Sus obras más populares fueron Walter de Montbarry y Thekla de Thurn, que fueron leídas por escritores como sir Walter Scott, Achim von Arnim y los hermanos Grimm. Wilhelm Grimm fue, de hecho, quien descubrió su identidad a través de un amigo de su hijo y del editor de sus obras y viajó a Naumburg para entrevistarse con ella en diciembre de 1809. Tras diversas reediciones y traducciones al francés y al inglés durante el período comprendido entre 1785 y la década de 1820, su trabajo fue olvidado en gran parte hasta su redescubrimiento en 1980. 

### Cuentos de hadas
En cuanto a los cuentos de hadas, prosiguió la tradición de Musäus y Wieland. Tras el éxito de la colección de Cuentos alemanes de Musäus (1782-6), Naubert escribió cuatro volúmenes de Neue Volksmährchen der Deutschen ("Nuevos cuentos alemanes", 1789-1793, reimpresos en 2001) que rehacen creativa y literariamente versiones populares de las historias de San Julián; de la reina Ginebra, de la corte del rey Arturo, de frau Holle; leyendas fantásticas británicas y alemanas como la cueva de madre Ludlam (bruja blanca de Waverley) y el gnomo Rübezahl; de la dama de blanco; de santa Otilia, del cuerno de Oldenburg, el flautista de Hamelin, la hija del rey elfo, de San Jorge y del tesoro de los Nibelungos. Una segunda colección de cuentos de hadas, mucho más reducida, Heitere Träume in kleinen Erzählungen ("Sueños encantadores en cuentos breves", 1806), muestra el influjo de algunos relatos del escritor francés Charles Perrault. Su novela Velleda (1795) trata sobre mujeres legendarias de las leyendas anglosajonas y germánicas: Boadicea (la histórica reina Boudica), reina de la antigua Bretaña, se esfuerza por rescatar a sus siete hijas y entra en conflicto con la hechicera germánica Velleda, que los está protegiendo. Esta novela contiene también otras dos historias sobre leyendas y magia en el antiguo Egipto, escenario favorito para muchos cuentos de Naubert. Otras de sus colecciones también combinan narrativa detallada, leyenda y magia o misterio: Wanderungen der Phantasie in der die Wahrheit Gebiete ("Excursiones fantásticas al reino de la Verdad", 1806) y el "relato mitológico" Die Minyaden, 1806. Asimismo combina magia y leyenda con realidad y ficción en Amalgunde, Königin von Italien oder das Märchen von der Wunderquelle ("Amalgunde, reina de Italia o El cuento de la fuente mágica", 1787), Gebhard von Waldburg Truchses Churfürst von oder die Cöln astrologischen Fürsten ("Gebhard, senescal de Waldburg, elector de Colonia, o Los príncipes astrológicos", 1791) y Ottilie, das oder Schloss Zähringen ("Otilia, o El castillo Zähringen", 1791). Algunas de sus otras obras, de hecho, tienen más afinidad con la ficción mágica del romanticismo: Almé oder Egyptische Mährchen ("Almé, o Cuentos egipcios, 5 vols, 1793-7). 
Las colecciones de cuentos de hadas de Naubert fueron editadas mucho antes que las de los hermanos Grimm (1812-1815) y son comparables a los pequeños cuentos publicados anteriormente por Johann Karl August Musäus. Adaptó incluso canciones populares y antiguos mitos germánicos, que, gracias a su estilo sencillo e ingenuo, fueron muy populares entre los lectores de su época.

### Novela histórica
En cuanto a la novela histórica, innovó mucho, creando prácticamente un género nuevo a partir de la novela pseudohistórica de la Ilustración de finalidad ante todo moralizante. Entre sus innovaciones estuvo, por ejemplo, una documentación rigurosa de las épocas que trataba; igualmente se anticipó al romanticismo al escoger como su marco preferido la Edad Media o tierras exóticas como Egipto, y combinó elementos estrictamente históricos con elementos extraños como la novela gótica, la leyenda y el cuento de hadas. Algunas de sus novelas históricas fueron traducidas al francés, al inglés y al español (por ejemplo, por Bernardo María de Calzada) y ejercieron una influencia considerable sobre el padre de la novela histórica, el escocés Walter Scott, quien adoptó algunas de sus técnicas narrativas, como el hacer a los personajes secundarios de la historia los protagonistas principales, técnica que aparece ya en algunas de sus novelas como Ulrich Holzer, Walter de Montbarry o Conradino de Suabia. Entre sus fuentes cabe citar la Germania de Tácito, las Reliques of Ancient English Poetry (1775) del obispo Thomas Percy y el material de archivo de la Biblioteca de la Universidad de Leipzig, del que pudo disponer gracias a amigos varones que tenían acceso a la misma. 
Su obra Herman de Unna. Rasgo historial de Alemania (1807) fue traducida al español por Bernardo María de Calzada y Barrios. Según el prólogo a esta obra, en ella se ofrecen retratos de monjas, monjes, caballeros y ciudadanos del tiempo del "Emperador Winceslao, de la Emperatriz Sofía, de su hermano Sigismundo, Rey de Hungría, y de la Reyna Bárbara, esposa de este último".